# Ghanta Ghar (Kathmandu)

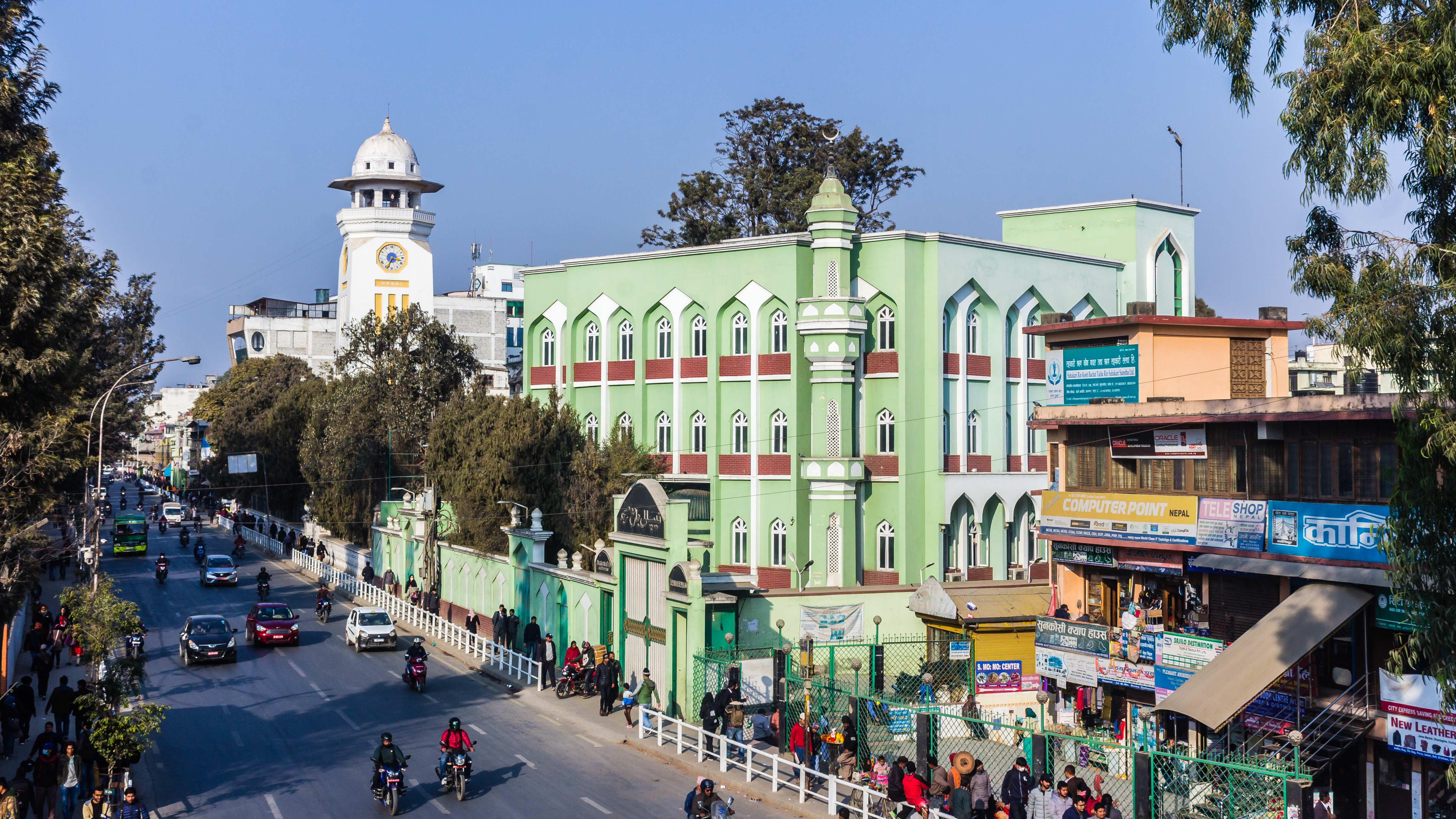
Ghanta Ghar și Nepali Jame Masjid.

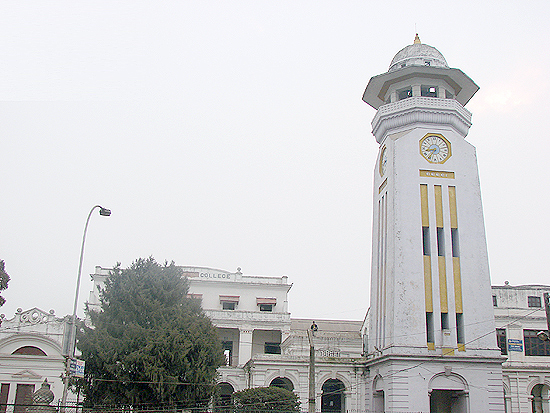
GhantaGhar, Nepal (fotografie din 2009)

GhantaGhar (घन्टाघर) este primul turn cu ceas public din Nepal, situat în inima capitalei Kathmandu (aproape de Colegiul Trichandra). Se află în fața Rani Pokhari. A fost construit de premierul Bir Shumsher. Turnul original al ceasului a fost proiectat după Big Ben din Londra, pe măsură ce influența occidentală a intrat în arhitectura nepaleză în perioada Rana. GhantaGhar de astăzi a fost reconstruit după cutremurul din 1990, aflându-se pe locul turnului original, după ce vechiul turn a fost distrus de cutremur. 

## Etimologie
Cuvântul GhantaGhar este format din două cuvinte, „Ghanta” și „Ghar”. Cuvintele „Ghanta” și „Ghar” din Nepali înseamnă „Ora” și, respectiv, „Casă” în engleză. Astfel, cuvântul „GhantaGhar” înseamnă casa care este folosită pentru a te uita la ceas. 
Există, de asemenea, un alt GhantaGhar în Birgunj, care a fost realizat cu ajutorul donației făcute de studenți japonezi. 

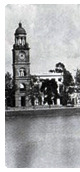
Fotografie veche a Ghantaghar (fotografie realizată înainte de 1934)